# ジェイク・トーマス
ジェイク・トーマス（Jake Thomas、1990年1月30日 - ）は、アメリカ合衆国の俳優、声優、写真家である。
俳優としての代表作には『リジー&Lizzie』（マット役）などがある。

## 略歴
テネシー州ノックスビルにて誕生。母親はテレビ記者兼ライターのキム・シムズ・トーマスであり、父親は俳優のボブ・トーマスである。
また、3人の子供の末っ子であり、2人の兄、チャドとブルックがいる。